# いつまでもいつまでも
「いつまでもいつまでも」は、1966年7月1日に発売されたザ・サベージのデビュー曲である。

## 解説
- 作詞・作曲は、ホリプロダクションの当時社長、堀威夫が当時目をつけていた成城学園出身のカレッジ・フォークの新鋭、佐々木勉による。加山雄三やマイク眞木に続くフォークバラードの曲として発売された。元々サベージはエレキ、インスト系のバンドであったため、フォーク調の曲でいきなりデビューしたことは周りに衝撃を与えたが、この目論見は当たり、当時のフォークソングブーム、グループサウンズブームを代表するヒット曲となった。
- 佐々木は学生時代に水難事故で恋人を失っており、その体験が歌詞の題材となっている。
- B面は「恋の散歩道」（寺尾聰 作詞・作曲）。寺尾聰がソロで歌った。
- 1980年代にはダイア建設の、1997年には積水ハウスのCMソングとしてそれぞれ使用されている。

## 収録曲
1. いつまでもいつまでも
  - 作詞・作曲：佐々木勉 ／ 編曲：林一
2. 恋の散歩道
  - 作詞・作曲：寺尾聰 ／ 編曲：林一

## カバー
いつまでもいつまでも
- メイジャー・チューニング・バンド（1977年） - メドレー曲「ソウル・これっきりですよ!!」（同名シングルに収録）の1曲として歌唱。
- 渡辺秀吉 - アルバム『ぼくはもう一度恋をする』（1974年）収録